# Pipistrellus sturdeei
Pipistrellus sturdeei es una especie de murciélago de la familia Vespertilionidae.

## Distribución geográfica
Es endémica del Japón, registrado únicamente en  Hahajima Islas Bonin.